# Lanouée
Lanouée is een plaats en voormalige gemeente in het Franse departement Morbihan in de regio Bretagne en telt 1637 inwoners (2004). De plaats maakt deel uit van het arrondissement Pontivy.

## Geschiedenis
Lanouée is op 1 januari 2019 gefuseerd met de gemeente Les Forges tot de gemeente Forges de Lanouée, waarvan Lanouée de hoofdplaats werd. 

## Geografie
De oppervlakte van Lanouée bedraagt 44,2 km², de bevolkingsdichtheid is 37,0 inwoners per km².
De onderstaande kaart toont de ligging van Lanouée met de belangrijkste infrastructuur en aangrenzende gemeenten.

## Demografie
Onderstaande figuur toont het verloop van het inwonertal.